# NGC 6444
NGC 6444 is een open sterrenhoop in het sterrenbeeld Schorpioen. Het hemelobject werd op 7 juni 1837 ontdekt door de Britse astronoom John Herschel.

## Synoniemen
- OCL 1023
- ESO 393-SC30